# 坂元浩仁
坂元 浩仁（さかもと ひろひと、1986年2月16日 - ）は、愛知県出身の競艇選手。
登録番号4409。身長170cm、血液型A型。99期。愛知支部所属。同期に乙藤智史、水摩敦、茅原悠紀らがいる。

## 来歴
- やまと競艇学校時代、リーグ戦勝率5.35（準優出2　優出1）の成績を残して、卒業記念競走に優出（4着）した。
- 2006年11月11日、常滑競艇場でデビュー。同日、初勝利（初出走）。
- 2007年10月14日、戸田競艇場での「第7回日本レジャーチャンネル杯」で初優出（5着）。
- 2010年1月11日、常滑競艇場での「睦月特別」で初優勝（優出6回目）。
- 2010年1月19日、浜名湖競艇場での新鋭王座決定戦競走にG1初出場。同日、G1初勝利。